# شینیچی شودو
شینیچی شودو (انگلیسی: Shinichi Shudo؛ زادهٔ ۱۰ ژانویهٔ ۱۹۶۵) بازیکن هندبال اهل ژاپن بود.